# Chironomus nigrocinctus
Chironomus nigrocinctus är en tvåvingeart som först beskrevs av Becker 1903.  Chironomus nigrocinctus ingår i släktet Chironomus och familjen fjädermyggor.
Artens utbredningsområde är Egypten. Inga underarter finns listade i Catalogue of Life.